# Jean Discart

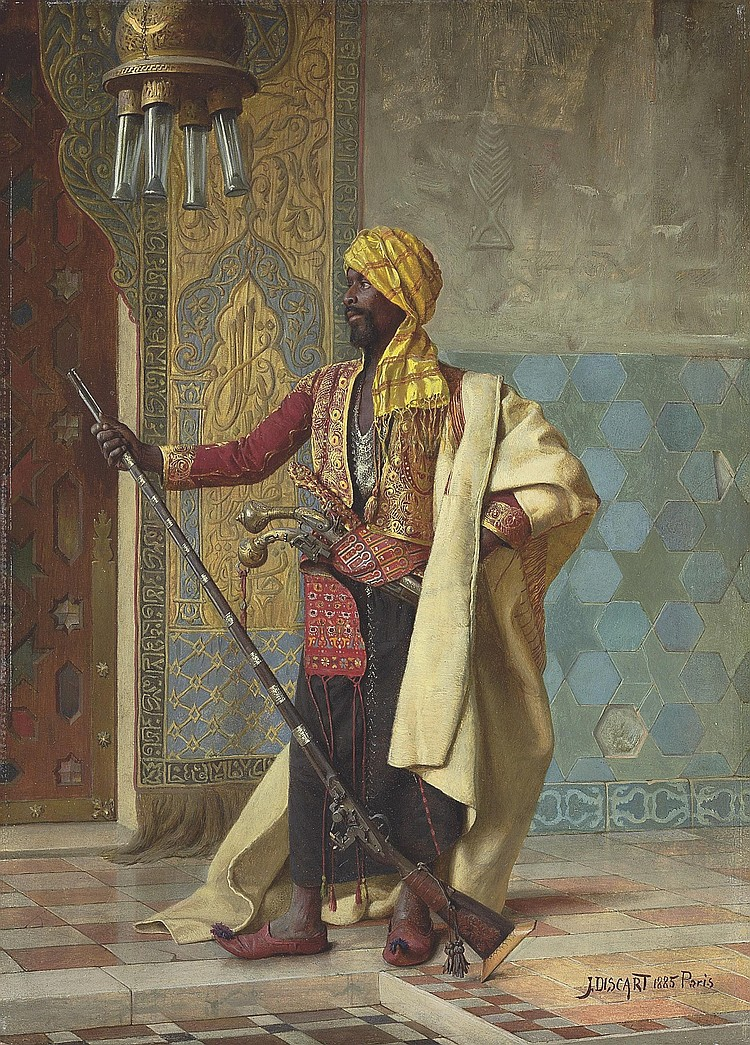
Der Haremswächter

Jean Baptiste Discart (* 3. Oktober 1855 in Modena; † 1. Januar 1944 in Paris) war ein französischer Maler des Orientalismus.

## Leben
Discart begann sein Malerstudium 1873 an der Akademie der Bildenden Künste Wien bei Anselm Feuerbach. Zu seinen Studienkollegen gehörten u. a. Carl von Merode und Ludwig Deutsch.
Nach Feuerbachs Rücktritt wurde Leopold Carl Müller dessen Nachfolger. Discart, Merode und Deutsch wollten ihr Malerstudium bei Müller fortsetzen, wurden jedoch abgewiesen. Discart ging um 1884 zusammen mit Ludwig Deutsch nach Paris, wo sich beide der Malerei des Orientalismus widmeten. Discart zeigte seine Werke auf den Pariser Salons. Er verbrachte einige Jahre in Tanger; die dort entstandenen Skizzen lieferten Anregung für spätere, nach der Rückkehr nach Paris entstandene Werke.

## Werke
- Esclave, Paris 1884[3]